# ATP World Tour 2016
ATP World Tour 2016 představovala 47. ročník nejvyšší úrovně mužského profesionálního tenisu hraný v roce 2016. Sezóna okruhu trvajícího od 4. ledna do 27. listopadu 2016 zahrnovala 67 turnajů, až na výjimky, organizovaných Asociací profesionálních tenistů (ATP).
Tenisový okruh čítal čtyři turnaje Grand Slamu – pořádané Mezinárodní tenisovou federací (ITF), devět události kategorie ATP World Tour Masters 1000, třináct ATP World Tour 500, třicet devět ATP World Tour 250 a závěrečný Turnaj mistrů.
Součástí kalendáře byky také týmové soutěže organizované ITF – Davisův pohár a Hopmanův pohár, z něhož hráči nezískali do žebříčku žádné body. Po čtyřech letech se uskutečnily Letní olympijské hry, v dějišti Riu de Janeiru, bez bodového ohodnocení.
Jako světová jednička dvouhry do sezóny vstoupil Srb Novak Djoković a v závěrečné klasifikaci jej vystřídal Skot Andy Murray. Světové klasifikaci čtyřhry pak v úvodu vévodil brazilský deblista Marcelo Melo a v konečném pořadí zakončil rok na prvním místě Francouz Nicolas Mahut.
Novými událostmi sezóny se staly bulharský Sofia Open, mexický Los Cabos Open a European Open v Antverpách. Na konci června 2016 organizace ATP oznámila přesun turnaje Malaysian Open, Kuala Lumpur do čínského Čcheng-tu, který v kalendáři získal stejný termín pod názvem Chengdu Open.
Ženskou obdobu mužského okruhu představoval WTA Tour 2016.

## Chronologický přehled turnajů
Legenda
Tabulky měsíců uvádí vítěze a finalisty dvouhry i čtyřhry a dále pak semifinalisty a čtvrtfinalisty dvouhry. Zápis –S/–Q/–D/–X uvádí počet hráčů dvouhry/hráčů kvalifikace dvouhry/párů čtyřhry/párů mixu. (ZS) – základní skupina.
| Grand Slam                  |
| Letní olympijské hry        |
| ATP World Tour Finals       |
| ATP World Tour Masters 1000 |
| ATP World Tour 500          |
| ATP World Tour 250          |
| Týmové soutěže              |

### Leden
| Týden od            | Turnaj | Vítězové                                       | Finalisté                         | Semifinalisté                                                                          | Čtvrtfinalisté                                                                         |
| ------------------- | --- | ---------------------------------------------- | --------------------------------- | -------------------------------------------------------------------------------------- | -------------------------------------------------------------------------------------- |
| 4. ledna            | Hopman Cup Perth, Austrálie Týmová soutěž 1 000 000 A$ – tvrdý (h) – 8 týmů (ZS)                                  | Zelená Austrálie 2–0                           | Ukrajina                          | Skupina A Česko Zlatá Austrálie Spojené státy Skupina B Velká Británie Francie Německo | Skupina A Česko Zlatá Austrálie Spojené státy Skupina B Velká Británie Francie Německo |
| 4. ledna            | Qatar ExxonMobil Open Dauhá, Katar ATP World Tour 250 $1 283 855 – tvrdý – 32S/32Q/16D dvouhra • čtyřhra          | Novak Djoković 6–1, 6–2                        | Rafael Nadal                      | Tomáš Berdych Illja Marčenko                                                           | Leonardo Mayer Kyle Edmund Jérémy Chardy Andrej Kuzněcov                               |
| 4. ledna            | Qatar ExxonMobil Open Dauhá, Katar ATP World Tour 250 $1 283 855 – tvrdý – 32S/32Q/16D dvouhra • čtyřhra          | Feliciano López Marc López 6–4, 6–3            | Philipp Petzschner Alexander Peya | Tomáš Berdych Illja Marčenko                                                           | Leonardo Mayer Kyle Edmund Jérémy Chardy Andrej Kuzněcov                               |
| 4. ledna            | Brisbane International Brisbane, Australia ATP World Tour 250 $461 330 – tvrdý – 28S/32Q/16D dvouhra • čtyřhra    | Milos Raonic 6–4, 6–4                          | Roger Federer                     | Dominic Thiem Bernard Tomic                                                            | Grigor Dimitrov Marin Čilić Lucas Pouille Kei Nišikori                                 |
| 4. ledna            | Brisbane International Brisbane, Australia ATP World Tour 250 $461 330 – tvrdý – 28S/32Q/16D dvouhra • čtyřhra    | Henri Kontinen John Peers 7–6(7–4), 6–1        | James Duckworth Chris Guccione    | Dominic Thiem Bernard Tomic                                                            | Grigor Dimitrov Marin Čilić Lucas Pouille Kei Nišikori                                 |
| 4. ledna            | Aircel Chennai Open Čennaí, Indie ATP World Tour 250 $482 085 – tvrdý – 28S/32Q/16D dvouhra • čtyřhra             | Stan Wawrinka 6–3, 7–5                         | Borna Ćorić                       | Benoît Paire Aljaž Bedene                                                              | Guillermo García-López Thomas Fabbiano Roberto Bautista Agut Ramkumar Ramanathan       |
| 4. ledna            | Aircel Chennai Open Čennaí, Indie ATP World Tour 250 $482 085 – tvrdý – 28S/32Q/16D dvouhra • čtyřhra             | Oliver Marach Fabrice Martin 6–3, 7–5          | Austin Krajicek Benoît Paire      | Benoît Paire Aljaž Bedene                                                              | Guillermo García-López Thomas Fabbiano Roberto Bautista Agut Ramkumar Ramanathan       |
| 11. ledna           | ASB Classic Auckland, Nový Zéland ATP World Tour 250 $520 070 – tvrdý – 28S/32Q/16D dvouhra • čtyřhra             | Roberto Bautista Agut 6–1, 1–0 ret.            | Jack Sock                         | David Ferrer Jo-Wilfried Tsonga                                                        | Lukáš Rosol Kevin Anderson John Isner Fabio Fognini                                    |
| 11. ledna           | ASB Classic Auckland, Nový Zéland ATP World Tour 250 $520 070 – tvrdý – 28S/32Q/16D dvouhra • čtyřhra             | Mate Pavić Michael Venus 7–5, 6–4              | Eric Butorac Scott Lipsky         | David Ferrer Jo-Wilfried Tsonga                                                        | Lukáš Rosol Kevin Anderson John Isner Fabio Fognini                                    |
| 11. ledna           | Apia International Sydney Sydney, Austrálie ATP World Tour 250 $461 330 – tvrdý – 28S/32Q/16D dvouhra • čtyřhra   | Viktor Troicki 2–6, 6–1, 7–6(9–7)              | Grigor Dimitrov                   | Teimuraz Gabašvili Gilles Müller                                                       | Bernard Tomic Nicolas Mahut Alexandr Dolgopolov Jérémy Chardy                          |
| 11. ledna           | Apia International Sydney Sydney, Austrálie ATP World Tour 250 $461 330 – tvrdý – 28S/32Q/16D dvouhra • čtyřhra   | Jamie Murray Bruno Soares 6–3, 7–6(8–6)        | Rohan Bopanna Florin Mergea       | Teimuraz Gabašvili Gilles Müller                                                       | Bernard Tomic Nicolas Mahut Alexandr Dolgopolov Jérémy Chardy                          |
| 18. ledna 25. ledna | Australian Open Melbourne, Austrálie Grand Slam 44 000 000 A$ – tvrdý – 128S/128Q/64D/32X dvouhra • čtyřhra • mix | Novak Djoković 6–1, 7–5, 7–6(7–3)              | Andy Murray                       | Roger Federer Milos Raonic                                                             | Kei Nišikori Tomáš Berdych Gaël Monfils David Ferrer                                   |
| 18. ledna 25. ledna | Australian Open Melbourne, Austrálie Grand Slam 44 000 000 A$ – tvrdý – 128S/128Q/64D/32X dvouhra • čtyřhra • mix | Jamie Murray Bruno Soares 2–6, 6–4, 7–5        | Daniel Nestor Radek Štěpánek      | Roger Federer Milos Raonic                                                             | Kei Nišikori Tomáš Berdych Gaël Monfils David Ferrer                                   |
| 18. ledna 25. ledna | Australian Open Melbourne, Austrálie Grand Slam 44 000 000 A$ – tvrdý – 128S/128Q/64D/32X dvouhra • čtyřhra • mix | Jelena Vesninová Bruno Soares 6–4, 4–6, [10–5] | Coco Vandewegheová Horia Tecău    | Roger Federer Milos Raonic                                                             | Kei Nišikori Tomáš Berdych Gaël Monfils David Ferrer                                   |

### Únor
| Týden od  | Turnaj | Vítězové | Finalisté                                                                     | Semifinalisté                         | Čtvrtfinalisté                                                              |
| --------- | --- | --- | ----------------------------------------------------------------------------- | ------------------------------------- | --------------------------------------------------------------------------- |
| 1. února  | Open Sud de France Montpellier, Francie ATP World Tour 250 €520 070 – tvrdý (h) – 28S/32Q/16D dvouhra • čtyřhra | Richard Gasquet 7–5, 6–4                                                                                               | Paul-Henri Mathieu                                                            | Dustin Brown Alexander Zverev         | Marcos Baghdatis Ruben Bemelmans John Millman Michael Berrer                |
| 1. února  | Open Sud de France Montpellier, Francie ATP World Tour 250 €520 070 – tvrdý (h) – 28S/32Q/16D dvouhra • čtyřhra | Mate Pavić Michael Venus 7–5, 7–6(7–4)                                                                                 | Alexander Zverev Mischa Zverev                                                | Dustin Brown Alexander Zverev         | Marcos Baghdatis Ruben Bemelmans John Millman Michael Berrer                |
| 1. února  | Garanti Koza Sofia Open Sofie, Bulharsko ATP World Tour 250 €520 070 – tvrdý (h) – 28S/32Q/16D dvouhra • čtyřhra | Roberto Bautista Agut 6–3, 6–4                                                                                         | Viktor Troicki                                                                | Gilles Müller Martin Kližan           | Adrian Mannarino Guillermo García-López Andreas Seppi Philipp Kohlschreiber |
| 1. února  | Garanti Koza Sofia Open Sofie, Bulharsko ATP World Tour 250 €520 070 – tvrdý (h) – 28S/32Q/16D dvouhra • čtyřhra | Wesley Koolhof Matwé Middelkoop 5–7, 7–6(11–9), [10–6]                                                                 | Philipp Oswald Adil Shamasdin                                                 | Gilles Müller Martin Kližan           | Adrian Mannarino Guillermo García-López Andreas Seppi Philipp Kohlschreiber |
| 1. února  | Ecuador Open Quito Quito, Ekvádor ATP World Tour 250 $520 070 – antuka – 28S/32Q/16D dvouhra • čtyřhra | Víctor Estrella 4–6, 7–6(7–5), 6–2                                                                                     | Thomaz Bellucci                                                               | Paolo Lorenzi Albert Ramos            | Bernard Tomic Pablo Carreño Renzo Olivo Feliciano López                     |
| 1. února  | Ecuador Open Quito Quito, Ekvádor ATP World Tour 250 $520 070 – antuka – 28S/32Q/16D dvouhra • čtyřhra | Pablo Carreño Guillermo Durán 7–5, 6–4                                                                                 | Thomaz Bellucci Marcelo Demoliner                                             | Paolo Lorenzi Albert Ramos            | Bernard Tomic Pablo Carreño Renzo Olivo Feliciano López                     |
| 8. února  | ABN AMRO World Tennis Tournament Rotterdam, Nizozemsko ATP World Tour 500 €1 722 820 – tvrdý (h) – 32S/16Q/16D dvouhra • čtyřhra | Martin Kližan 6–7(1–7), 6–3, 6–1                                                                                       | Gaël Monfils                                                                  | Nicolas Mahut Philipp Kohlschreiber   | Viktor Troicki Roberto Bautista Agut Alexander Zverev Marin Čilić           |
| 8. února  | ABN AMRO World Tennis Tournament Rotterdam, Nizozemsko ATP World Tour 500 €1 722 820 – tvrdý (h) – 32S/16Q/16D dvouhra • čtyřhra | Nicolas Mahut Vasek Pospisil 7–6(7–2), 6–4                                                                             | Philipp Petzschner Alexander Peya                                             | Nicolas Mahut Philipp Kohlschreiber   | Viktor Troicki Roberto Bautista Agut Alexander Zverev Marin Čilić           |
| 8. února  | U.S. National Indoor Tennis Championships Memphis, Spojené státy ATP World Tour 250 $693 425 – tvrdý (h) – 28S/16Q/16D dvouhra • čtyřhra | Kei Nišikori 6–4, 6–4                                                                                                  | Taylor Fritz                                                                  | Sam Querrey Ričardas Berankis         | Michail Kukuškin Jošihito Nišioka Donald Young Benjamin Becker              |
| 8. února  | U.S. National Indoor Tennis Championships Memphis, Spojené státy ATP World Tour 250 $693 425 – tvrdý (h) – 28S/16Q/16D dvouhra • čtyřhra | Mariusz Fyrstenberg Santiago González 6–4, 6–4                                                                         | Steve Johnson Sam Querrey                                                     | Sam Querrey Ričardas Berankis         | Michail Kukuškin Jošihito Nišioka Donald Young Benjamin Becker              |
| 8. února  | Argentina Open Buenos Aires, Argentina ATP World Tour 250 $598 865 – antuka – 28S/16Q/16D dvouhra • čtyřhra | Dominic Thiem 7–6(7–2), 3–6, 7–6(7–4)                                                                                  | Nicolás Almagro                                                               | Rafael Nadal David Ferrer             | Paolo Lorenzi Dušan Lajović Jo-Wilfried Tsonga Pablo Cuevas                 |
| 8. února  | Argentina Open Buenos Aires, Argentina ATP World Tour 250 $598 865 – antuka – 28S/16Q/16D dvouhra • čtyřhra | Juan Sebastián Cabal Robert Farah 6–3, 6–0                                                                             | Iñigo Cervantes Huegun Paolo Lorenzi                                          | Rafael Nadal David Ferrer             | Paolo Lorenzi Dušan Lajović Jo-Wilfried Tsonga Pablo Cuevas                 |
| 15. února | Rio Open Rio de Janeiro, Brazílie ATP World Tour 500 $1 471 315 – antuka – 32S/16Q/16D dvouhra • čtyřhra | Pablo Cuevas 6–4, 6–7(5–7), 6–4                                                                                        | Guido Pella                                                                   | Rafael Nadal Dominic Thiem            | Alexandr Dolgopolov Federico Delbonis Daniel Gimeno Traver David Ferrer     |
| 15. února | Rio Open Rio de Janeiro, Brazílie ATP World Tour 500 $1 471 315 – antuka – 32S/16Q/16D dvouhra • čtyřhra | Juan Sebastián Cabal Robert Farah 7–6(7–5), 6–1                                                                        | Pablo Carreño Busta David Marrero                                             | Rafael Nadal Dominic Thiem            | Alexandr Dolgopolov Federico Delbonis Daniel Gimeno Traver David Ferrer     |
| 15. února | Open 13 Marseille, Francie ATP World Tour 250 €665 910 – tvrdý (h) – 28S/16Q/16D dvouhra • čtyřhra | Nick Kyrgios 6–2, 7–6(7–3)                                                                                             | Marin Čilić                                                                   | Benoît Paire Tomáš Berdych            | Stan Wawrinka Andrej Kuzněcov Richard Gasquet David Goffin                  |
| 15. února | Open 13 Marseille, Francie ATP World Tour 250 €665 910 – tvrdý (h) – 28S/16Q/16D dvouhra • čtyřhra | Mate Pavić Michael Venus 6–2, 6–3                                                                                      | Jonatan Erlich Colin Fleming                                                  | Benoît Paire Tomáš Berdych            | Stan Wawrinka Andrej Kuzněcov Richard Gasquet David Goffin                  |
| 15. února | Delray Beach International Tennis Championships Delray Beach, Spojené státy ATP World Tour 250 $576 900 – tvrdý – 32S/16Q/16D dvouhra • čtyřhra | Sam Querrey 6–4, 7–6(8–6)                                                                                              | Rajeev Ram                                                                    | Juan Martín del Potro Grigor Dimitrov | Tim Smyczek Jérémy Chardy Adrian Mannarino Benjamin Becker                  |
| 15. února | Delray Beach International Tennis Championships Delray Beach, Spojené státy ATP World Tour 250 $576 900 – tvrdý – 32S/16Q/16D dvouhra • čtyřhra | Oliver Marach Fabrice Martin 3–6, 7–6(9–7), [13–11]                                                                    | Bob Bryan Mike Bryan                                                          | Juan Martín del Potro Grigor Dimitrov | Tim Smyczek Jérémy Chardy Adrian Mannarino Benjamin Becker                  |
| 22. února | Dubai Tennis Championships Dubaj, SAE ATP World Tour 500 $2 674 445 – tvrdý – 32S/16Q/16D dvouhra • čtyřhra | Stan Wawrinka 6–4, 7–6(15–13)                                                                                          | Marcos Baghdatis                                                              | Feliciano López Nick Kyrgios          | Novak Djoković Roberto Bautista Agut Tomáš Berdych Philipp Kohlschreiber    |
| 22. února | Dubai Tennis Championships Dubaj, SAE ATP World Tour 500 $2 674 445 – tvrdý – 32S/16Q/16D dvouhra • čtyřhra | Simone Bolelli Andreas Seppi 6–2, 3–6, [14–12]                                                                         | Feliciano López Marc López                                                    | Feliciano López Nick Kyrgios          | Novak Djoković Roberto Bautista Agut Tomáš Berdych Philipp Kohlschreiber    |
| 22. února | Abierto Mexicano Telcel Acapulco, Mexiko ATP World Tour 500 $1 551 830 – tvrdý – 32S/16Q/16D dvouhra • čtyřhra | Dominic Thiem 7–6(8–6), 4–6, 6–3                                                                                       | Bernard Tomic                                                                 | Alexandr Dolgopolov Sam Querrey       | Robin Haase Illja Marčenko Grigor Dimitrov Taylor Fritz                     |
| 22. února | Abierto Mexicano Telcel Acapulco, Mexiko ATP World Tour 500 $1 551 830 – tvrdý – 32S/16Q/16D dvouhra • čtyřhra | Treat Huey Max Mirnyj 7–6(7–5), 6–3                                                                                    | Philipp Petzschner Alexander Peya                                             | Alexandr Dolgopolov Sam Querrey       | Robin Haase Illja Marčenko Grigor Dimitrov Taylor Fritz                     |
| 22. února | Brasil Open São Paulo, Brazílie ATP World Tour 250 $499 055 – antuka (h) – 28S/16Q/16D dvouhra • čtyřhra | Pablo Cuevas 7–6(7–4), 6–3                                                                                             | Pablo Carreño Busta                                                           | Dušan Lajović Iñigo Cervantes         | Gastão Elias Thiago Monteiro Federico Delbonis Roberto Carballés Baena      |
| 22. února | Brasil Open São Paulo, Brazílie ATP World Tour 250 $499 055 – antuka (h) – 28S/16Q/16D dvouhra • čtyřhra | Julio Peralta Horacio Zeballos 4–6, 6–1, [10–5]                                                                        | Pablo Carreño David Marrero                                                   | Dušan Lajović Iñigo Cervantes         | Gastão Elias Thiago Monteiro Federico Delbonis Roberto Carballés Baena      |
| 29. února | Davis Cup, 1. kolo Birmingham, Spojené království – tvrdý (h) Bělehrad, Srbsko – tvrdý (h) Pesaro, Itálie – antuka (h) Gdaňsk, Polsko – tvrdý (h) Baie-Mahault, Francie – antuka Hannover, Německo – tvrdý (h) Kooyong, Austrálie – tráva Lutych, Belgie – tvrdý (h) | Vítězové Velká Británie 3–1 Srbsko 3–2 Itálie 5–0 Argentina 3–2 Francie 5–0 Česko 3–2 Spojené státy 3–1 Chorvatsko 3–2 | Poražení Japonsko Kazachstán Švýcarsko Polsko Kanada Německo Austrálie Belgie |                                       |                                                                             |

### Březen
| Týden od              | Turnaj | Vítězové                                             | Finalisté                | Semifinalisté             | Čtvrtfinalisté                                           |
| --------------------- | --- | ---------------------------------------------------- | ------------------------ | ------------------------- | -------------------------------------------------------- |
| 7. března 14. března  | BNP Paribas Open Indian Wells, Spojené státy ATP World Tour Masters 1000 $7 037 595 – tvrdý – 96S/48Q/32D dvouhra • čtyřhra      | Novak Djoković 6–2, 6–0                              | Milos Raonic             | Rafael Nadal David Goffin | Jo-Wilfried Tsonga Kei Nišikori Marin Čilić Gaël Monfils |
| 7. března 14. března  | BNP Paribas Open Indian Wells, Spojené státy ATP World Tour Masters 1000 $7 037 595 – tvrdý – 96S/48Q/32D dvouhra • čtyřhra      | Pierre-Hugues Herbert Nicolas Mahut 6–3, 7–6(7–5)    | Vasek Pospisil Jack Sock | Rafael Nadal David Goffin | Jo-Wilfried Tsonga Kei Nišikori Marin Čilić Gaël Monfils |
| 21. března 28. března | Miami Open presented by Itaú Miami, Spojené státy ATP World Tour Masters 1000 $7 037 595 – tvrdý – 96S/48Q/32D dvouhra • čtyřhra | Novak Djoković 6–3, 6–3                              | Kei Nišikori             | David Goffin Nick Kyrgios | Tomáš Berdych Gilles Simon Milos Raonic Gaël Monfils     |
| 21. března 28. března | Miami Open presented by Itaú Miami, Spojené státy ATP World Tour Masters 1000 $7 037 595 – tvrdý – 96S/48Q/32D dvouhra • čtyřhra | Pierre-Hugues Herbert Nicolas Mahut 5–7, 6–1, [10–7] | Raven Klaasen Rajeev Ram | David Goffin Nick Kyrgios | Tomáš Berdych Gilles Simon Milos Raonic Gaël Monfils     |

### Duben
| Týden od  | Turnaj | Vítězové                                             | Finalisté                                | Semifinalisté                            | Čtvrtfinalisté                                                               |
| --------- | --- | ---------------------------------------------------- | ---------------------------------------- | ---------------------------------------- | ---------------------------------------------------------------------------- |
| 4. dubna  | U.S. Men's Clay Court Championships Houston, Spojené státy ATP World Tour 250 $515 025 – antuka – 28S/16Q/16D dvouhra • čtyřhra | Juan Mónaco 3–6, 6–3, 7–5                            | Jack Sock                                | John Isner Feliciano López               | Čung Hjeon Marcos Baghdatis Tim Smyczek Sam Querrey                          |
| 4. dubna  | U.S. Men's Clay Court Championships Houston, Spojené státy ATP World Tour 250 $515 025 – antuka – 28S/16Q/16D dvouhra • čtyřhra | Bob Bryan Mike Bryan 4–6, 6–3, [10–8]                | Víctor Estrella Burgos Santiago González | John Isner Feliciano López               | Čung Hjeon Marcos Baghdatis Tim Smyczek Sam Querrey                          |
| 4. dubna  | Grand Prix Hassan II Casablanca, Maroko ATP World Tour 250 €463 520 – antuka – 28S/16Q/16D dvouhra • čtyřhra                    | Federico Delbonis 6–2, 6–4                           | Borna Ćorić                              | Jiří Veselý Albert Montañés              | Guillermo García-López Paul-Henri Mathieu Pablo Carreño Busta Facundo Bagnis |
| 4. dubna  | Grand Prix Hassan II Casablanca, Maroko ATP World Tour 250 €463 520 – antuka – 28S/16Q/16D dvouhra • čtyřhra                    | Guillermo Durán Máximo González 6–2, 3–6, [10–6]     | Marin Draganja Ajsám Kúreší              | Jiří Veselý Albert Montañés              | Guillermo García-López Paul-Henri Mathieu Pablo Carreño Busta Facundo Bagnis |
| 11. dubna | Monte-Carlo Rolex Masters Monte Carlo, Monako ATP World Tour Masters 1000 €4 094 505 – antuka – 56S/28Q/24D dvouhra • čtyřhra   | Rafael Nadal 7–5, 5–7, 6–0                           | Gaël Monfils                             | Jo-Wilfried Tsonga Andy Murray           | Marcel Granollers Roger Federer Stan Wawrinka Milos Raonic                   |
| 11. dubna | Monte-Carlo Rolex Masters Monte Carlo, Monako ATP World Tour Masters 1000 €4 094 505 – antuka – 56S/28Q/24D dvouhra • čtyřhra   | Pierre-Hugues Herbert Nicolas Mahut 4–6, 6–0, [10–6] | Jamie Murray Bruno Soares                | Jo-Wilfried Tsonga Andy Murray           | Marcel Granollers Roger Federer Stan Wawrinka Milos Raonic                   |
| 18. dubna | Barcelona Open BancSabadell Barcelona, Španělsko ATP World Tour 500 €2 428 355 – antuka – 48S/28Q/24D dvouhra • čtyřhra         | Rafael Nadal 6–4, 7–5                                | Kei Nišikori                             | Philipp Kohlschreiber Benoît Paire       | Fabio Fognini Andrej Kuzněcov Malek Džazírí Alexandr Dolgopolov              |
| 18. dubna | Barcelona Open BancSabadell Barcelona, Španělsko ATP World Tour 500 €2 428 355 – antuka – 48S/28Q/24D dvouhra • čtyřhra         | Bob Bryan Mike Bryan 7–5, 7–5                        | Pablo Cuevas Marcel Granollers           | Philipp Kohlschreiber Benoît Paire       | Fabio Fognini Andrej Kuzněcov Malek Džazírí Alexandr Dolgopolov              |
| 18. dubna | BRD Năstase Țiriac Trophy Bukurešť, Rumunsko ATP World Tour 250 €520 070 – antuka – 28S/32Q/16D dvouhra • čtyřhra               | Fernando Verdasco 6–3, 6–2                           | Lucas Pouille                            | Guillermo García-López Federico Delbonis | Robin Haase Guido Pella Marco Cecchinato Paolo Lorenzi                       |
| 18. dubna | BRD Năstase Țiriac Trophy Bukurešť, Rumunsko ATP World Tour 250 €520 070 – antuka – 28S/32Q/16D dvouhra • čtyřhra               | Florin Mergea Horia Tecău 7–5, 6–4                   | Chris Guccione André Sá                  | Guillermo García-López Federico Delbonis | Robin Haase Guido Pella Marco Cecchinato Paolo Lorenzi                       |
| 25. dubna | Millennium Estoril Open Cascais, Portugalsko ATP World Tour 250 €520 070 – antuka – 28S/16Q/16D dvouhra • čtyřhra               | Nicolás Almagro 6–7(6–8), 7–6(7–5), 6–3              | Pablo Carreño Busta                      | Benoît Paire Nick Kyrgios                | Gilles Simon Guillermo García-López Leonardo Mayer Borna Ćorić               |
| 25. dubna | Millennium Estoril Open Cascais, Portugalsko ATP World Tour 250 €520 070 – antuka – 28S/16Q/16D dvouhra • čtyřhra               | Eric Butorac Scott Lipsky 6–4, 3–6, [10–8]           | Łukasz Kubot Marcin Matkowski            | Benoît Paire Nick Kyrgios                | Gilles Simon Guillermo García-López Leonardo Mayer Borna Ćorić               |
| 25. dubna | BMW Open by FWU AG Mnichov, Německo ATP World Tour 250 €520 070 – antuka – 28S/16Q/16D dvouhra • čtyřhra                        | Philipp Kohlschreiber 7–6(9–7), 4–6, 7–6(7–4)        | Dominic Thiem                            | Alexander Zverev Fabio Fognini           | David Goffin Ivan Dodig Juan Martín del Potro Jozef Kovalík                  |
| 25. dubna | BMW Open by FWU AG Mnichov, Německo ATP World Tour 250 €520 070 – antuka – 28S/16Q/16D dvouhra • čtyřhra                        | Henri Kontinen John Peers 6–3, 3–6, [10–7]           | Juan Sebastián Cabal Robert Farah        | Alexander Zverev Fabio Fognini           | David Goffin Ivan Dodig Juan Martín del Potro Jozef Kovalík                  |
| 25. dubna | TEB BNP Paribas Istanbul Open Istanbul, Turecko ATP World Tour 250 €483 080 – antuka – 28S/16Q/16D dvouhra • čtyřhra            | Diego Schwartzman 6–7(5–7), 7–6(7–4), 6–0            | Grigor Dimitrov                          | Federico Delbonis Ivo Karlović           | Damir Džumhur Albert Ramos-Viñolas Marcel Granollers Jiří Veselý             |
| 25. dubna | TEB BNP Paribas Istanbul Open Istanbul, Turecko ATP World Tour 250 €483 080 – antuka – 28S/16Q/16D dvouhra • čtyřhra            | Flavio Cipolla Dudi Sela 6–3, 5-7, [10–7]            | Andrés Molteni Diego Schwartzman         | Federico Delbonis Ivo Karlović           | Damir Džumhur Albert Ramos-Viñolas Marcel Granollers Jiří Veselý             |

### Květen
| Týden od              | Turnaj | Vítězové                                           | Finalisté                   | Semifinalisté               | Čtvrtfinalisté                                                               |
| --------------------- | --- | -------------------------------------------------- | --------------------------- | --------------------------- | ---------------------------------------------------------------------------- |
| 2. května             | Mutua Madrid Open Madrid, Španělsko ATP World Tour Masters 1000 €4 771 360 – antuka – 56S/28Q/24D dvouhra • čtyřhra     | Novak Djoković 6–2, 3–6, 6–3                       | Andy Murray                 | Kei Nišikori Rafael Nadal   | Milos Raonic Nick Kyrgios João Sousa Tomáš Berdych                           |
| 2. května             | Mutua Madrid Open Madrid, Španělsko ATP World Tour Masters 1000 €4 771 360 – antuka – 56S/28Q/24D dvouhra • čtyřhra     | Jean-Julien Rojer Horia Tecău 6–4, 7–6(7–5)        | Rohan Bopanna Florin Mergea | Kei Nišikori Rafael Nadal   | Milos Raonic Nick Kyrgios João Sousa Tomáš Berdych                           |
| 9. května             | Internazionali BNL d'Italia Řím, Itálie ATP World Tour Masters 1000 €4 300 755 – antuka – 56S/28Q/24D dvouhra • čtyřhra | Andy Murray 6–3, 6–3                               | Novak Djoković              | Kei Nišikori Lucas Pouille  | Rafael Nadal Dominic Thiem Juan Mónaco David Goffin                          |
| 9. května             | Internazionali BNL d'Italia Řím, Itálie ATP World Tour Masters 1000 €4 300 755 – antuka – 56S/28Q/24D dvouhra • čtyřhra | Bob Bryan Mike Bryan 2–6, 6–3, [10–7]              | Vasek Pospisil Jack Sock    | Kei Nišikori Lucas Pouille  | Rafael Nadal Dominic Thiem Juan Mónaco David Goffin                          |
| 16. května            | Geneva Open Ženeva, Švýcarsko ATP World Tour 250 €556 195 – antuka – 28S/16Q/16D dvouhra • čtyřhra                      | Stan Wawrinka 6–4, 7–6(13–11)                      | Marin Čilić                 | Lukáš Rosol David Ferrer    | Pablo Carreño Busta Andrej Kuzněcov Federico Delbonis Guillermo García-López |
| 16. května            | Geneva Open Ženeva, Švýcarsko ATP World Tour 250 €556 195 – antuka – 28S/16Q/16D dvouhra • čtyřhra                      | Steve Johnson Sam Querrey 6–4, 6–1                 | Raven Klaasen Rajeev Ram    | Lukáš Rosol David Ferrer    | Pablo Carreño Busta Andrej Kuzněcov Federico Delbonis Guillermo García-López |
| 16. května            | Open de Nice Côte d’Azur Nice, Francie ATP World Tour 250 €520 070 – antuka – 28S/16Q/16D dvouhra • čtyřhra             | Dominic Thiem 6–3, 3–6, 6–0                        | Alexander Zverev            | Adrian Mannarino João Sousa | Andreas Seppi Guido Pella Kevin Anderson Gilles Simon                        |
| 16. května            | Open de Nice Côte d’Azur Nice, Francie ATP World Tour 250 €520 070 – antuka – 28S/16Q/16D dvouhra • čtyřhra             | Juan Sebastián Cabal Robert Farah 4–6, 6–4, [10–8] | Mate Pavić Michael Venus    | Adrian Mannarino João Sousa | Andreas Seppi Guido Pella Kevin Anderson Gilles Simon                        |
| 23. května 30. května | French Open Paříž, Francie Grand Slam €32 017 500 – antuka 128S/128Q/64D/32X dvouhra • čtyřhra • mix                    | Novak Djoković 3–6, 6–1, 6–2, 6–4                  | Andy Murray                 | Dominic Thiem Stan Wawrinka | Tomáš Berdych David Goffin Albert Ramos-Viñolas Richard Gasquet              |
| 23. května 30. května | French Open Paříž, Francie Grand Slam €32 017 500 – antuka 128S/128Q/64D/32X dvouhra • čtyřhra • mix                    | Feliciano López Marc López 6–4, 6–7(6–8), 6–3      | Bob Bryan Mike Bryan        | Dominic Thiem Stan Wawrinka | Tomáš Berdych David Goffin Albert Ramos-Viñolas Richard Gasquet              |
| 23. května 30. května | French Open Paříž, Francie Grand Slam €32 017 500 – antuka 128S/128Q/64D/32X dvouhra • čtyřhra • mix                    | Martina Hingisová Leander Paes 4–6, 6–4, [10–8]    | Sania Mirzaová Ivan Dodig   | Dominic Thiem Stan Wawrinka | Tomáš Berdych David Goffin Albert Ramos-Viñolas Richard Gasquet              |

### Červen
| Týden od               | Turnaj | Vítězové                                               | Finalisté                               | Semifinalisté                       | Čtvrtfinalisté                                                    |
| ---------------------- | --- | ------------------------------------------------------ | --------------------------------------- | ----------------------------------- | ----------------------------------------------------------------- |
| 6. června              | MercedesCup Stuttgart, Německo ATP World Tour 250 €675 645 – tráva – 28S/32Q/16D dvouhra • čtyřhra                   | Dominic Thiem 6–7(2–7), 6–4, 6–4                       | Philipp Kohlschreiber                   | Roger Federer Juan Martín del Potro | Florian Mayer Michail Južnyj Gilles Simon Radek Štěpánek          |
| 6. června              | MercedesCup Stuttgart, Německo ATP World Tour 250 €675 645 – tráva – 28S/32Q/16D dvouhra • čtyřhra                   | Marcus Daniell Artem Sitak 6–7(4–7), 6–4, [10–8]       | Oliver Marach Fabrice Martin            | Roger Federer Juan Martín del Potro | Florian Mayer Michail Južnyj Gilles Simon Radek Štěpánek          |
| 6. června              | Topshelf Open 's-Hertogenbosch, Nizozemsko ATP World Tour 250 €635 645 – tráva – 28S/32Q/16D dvouhra • čtyřhra       | Nicolas Mahut 6–4, 6–4                                 | Gilles Müller                           | Ivo Karlović Sam Querrey            | David Ferrer Adrian Mannarino Stefan Kozlov Bernard Tomic         |
| 6. června              | Topshelf Open 's-Hertogenbosch, Nizozemsko ATP World Tour 250 €635 645 – tráva – 28S/32Q/16D dvouhra • čtyřhra       | Mate Pavić Michael Venus 3–6, 6–3, [11–9]              | Dominic Inglot Raven Klaasen            | Ivo Karlović Sam Querrey            | David Ferrer Adrian Mannarino Stefan Kozlov Bernard Tomic         |
| 13. června             | AEGON Championships Londýn, Velká Británie ATP World Tour 500 €1 928 610 – tráva – 32S/16Q/16D dvouhra • čtyřhra     | Andy Murray 6–7(5–7), 6–4, 6–3                         | Milos Raonic                            | Marin Čilić Bernard Tomic           | Kyle Edmund Steve Johnson Roberto Bautista Agut Gilles Müller     |
| 13. června             | AEGON Championships Londýn, Velká Británie ATP World Tour 500 €1 928 610 – tráva – 32S/16Q/16D dvouhra • čtyřhra     | Pierre-Hugues Herbert Nicolas Mahut 6–3, 7–6(7–5)      | Chris Guccione André Sá                 | Marin Čilić Bernard Tomic           | Kyle Edmund Steve Johnson Roberto Bautista Agut Gilles Müller     |
| 13. června             | Gerry Weber Open Halle, Německo ATP World Tour 500 €1 826 275 – tráva – 32S/16Q/16D dvouhra • čtyřhra                | Florian Mayer 6–2, 5–7, 6–3                            | Alexander Zverev                        | Roger Federer Dominic Thiem         | David Goffin Marcos Baghdatis Philipp Kohlschreiber Andreas Seppi |
| 13. června             | Gerry Weber Open Halle, Německo ATP World Tour 500 €1 826 275 – tráva – 32S/16Q/16D dvouhra • čtyřhra                | Raven Klaasen Rajeev Ram 7–6(7–5), 6–2                 | Łukasz Kubot Alexander Peya             | Roger Federer Dominic Thiem         | David Goffin Marcos Baghdatis Philipp Kohlschreiber Andreas Seppi |
| 20. června             | AEGON Open Nottingham Nottingham, Velká Británie ATP World Tour 250 €704 805 – tráva – 48S/32Q/16D dvouhra • čtyřhra | Steve Johnson 7–6(7–5), 7–5                            | Pablo Cuevas                            | Andreas Seppi Gilles Müller         | Kevin Anderson Dudi Sela Alexandr Dolgopolov Marcos Baghdatis     |
| 20. června             | AEGON Open Nottingham Nottingham, Velká Británie ATP World Tour 250 €704 805 – tráva – 48S/32Q/16D dvouhra • čtyřhra | Dominic Inglot Daniel Nestor 7–5, 7–6(7–4)             | Ivan Dodig Marcelo Melo                 | Andreas Seppi Gilles Müller         | Kevin Anderson Dudi Sela Alexandr Dolgopolov Marcos Baghdatis     |
| 27. června 4. července | Wimbledon Londýn, Velká Británie Grand Slam £13 163 000 – tráva – 128S/128Q/64D/16Q/48X dvouhra • čtyřhra • mix      | Andy Murray 6–4, 7–6(7–3), 7–6(7–2)                    | Milos Raonic                            | Roger Federer Tomáš Berdych         | Sam Querrey Marin Čilić Lucas Pouille Jo-Wilfried Tsonga          |
| 27. června 4. července | Wimbledon Londýn, Velká Británie Grand Slam £13 163 000 – tráva – 128S/128Q/64D/16Q/48X dvouhra • čtyřhra • mix      | Pierre-Hugues Herbert Nicolas Mahut 6–4, 7–6(7–1), 6–3 | Julien Benneteau Édouard Roger-Vasselin | Roger Federer Tomáš Berdych         | Sam Querrey Marin Čilić Lucas Pouille Jo-Wilfried Tsonga          |
| 27. června 4. července | Wimbledon Londýn, Velká Británie Grand Slam £13 163 000 – tráva – 128S/128Q/64D/16Q/48X dvouhra • čtyřhra • mix      | Henri Kontinen Heather Watsonová 7–6(7–5), 6–4         | Robert Farah Anna-Lena Grönefeldová     | Roger Federer Tomáš Berdych         | Sam Querrey Marin Čilić Lucas Pouille Jo-Wilfried Tsonga          |

### Červenec
| Týden od     | Turnaj | Vítězové                                                             | Finalisté                                  | Semifinalisté                   | Čtvrtfinalisté                                                                       |
| ------------ | --- | -------------------------------------------------------------------- | ------------------------------------------ | ------------------------------- | ------------------------------------------------------------------------------------ |
| 11. července | Davis Cup, čtvrtfinále Bělehrad, Srbsko – antuka Pesaro, Itálie – antuka Třinec, Česko – tvrdý (h) Portland, Spojené státy – tvrdý | Vítězové Velká Británie 3–2 Argentina 3–1 Francie 3–1 Chorvatsko 3–2 | Poražení Srbsko Itálie Česko Spojené státy |                                 |                                                                                      |
| 11. července | German Tennis Championships Hamburk, Německo ATP World Tour 500 €1 514 495 – antuka – 32S/16Q/16D dvouhra • čtyřhra                | Martin Kližan 6–1, 6–4                                               | Pablo Cuevas                               | Renzo Olivo Stéphane Robert     | Philipp Kohlschreiber Paul-Henri Mathieu Guillermo García-López Daniel Gimeno Traver |
| 11. července | German Tennis Championships Hamburk, Německo ATP World Tour 500 €1 514 495 – antuka – 32S/16Q/16D dvouhra • čtyřhra                | Henri Kontinen John Peers 7–5, 6–3                                   | Daniel Nestor Ajsám Kúreší                 | Renzo Olivo Stéphane Robert     | Philipp Kohlschreiber Paul-Henri Mathieu Guillermo García-López Daniel Gimeno Traver |
| 11. července | Hall of Fame Tennis Championships Newport, Spojené státy ATP World Tour 250 $577 860 – tráva – 32S/32Q/16D dvouhra • čtyřhra       | Ivo Karlović 6–7(2–7), 7–6(7–5), 7–6(14–12)                          | Gilles Müller                              | Donald Young Marcos Baghdatis   | Steve Johnson Adrian Mannarino Dudi Sela Marco Chiudinelli                           |
| 11. července | Hall of Fame Tennis Championships Newport, Spojené státy ATP World Tour 250 $577 860 – tráva – 32S/32Q/16D dvouhra • čtyřhra       | Samuel Groth Chris Guccione 6–4, 6–3                                 | Jonathan Marray Adil Shamasdin             | Donald Young Marcos Baghdatis   | Steve Johnson Adrian Mannarino Dudi Sela Marco Chiudinelli                           |
| 11. července | SkiStar Swedish Open Båstad, Švédsko ATP World Tour 250 €520 070 – antuka – 28S/32Q/16D dvouhra • čtyřhra                          | Albert Ramos-Viñolas 6–3, 6–4                                        | Fernando Verdasco                          | David Ferrer Gastão Elias       | Dustin Brown Andrea Arnaboldi Facundo Bagnis João Sousa                              |
| 11. července | SkiStar Swedish Open Båstad, Švédsko ATP World Tour 250 €520 070 – antuka – 28S/32Q/16D dvouhra • čtyřhra                          | Marcel Granollers David Marrero 6–2, 6–3                             | Marcus Daniell Marcelo Demoliner           | David Ferrer Gastão Elias       | Dustin Brown Andrea Arnaboldi Facundo Bagnis João Sousa                              |
| 18. července | Citi Open Washington, D.C., Spojené státy ATP World Tour 500 $1 877 705 – tvrdý – 48S/16Q/16D dvouhra • čtyřhra                    | Gaël Monfils 5–7, 7–6(8–6), 6–4                                      | Ivo Karlović                               | Steve Johnson Alexander Zverev  | John Isner Jack Sock Benoît Paire Sam Querrey                                        |
| 18. července | Citi Open Washington, D.C., Spojené státy ATP World Tour 500 $1 877 705 – tvrdý – 48S/16Q/16D dvouhra • čtyřhra                    | Daniel Nestor Édouard Roger-Vasselin 7–6(7–3), 7–6(7–4)              | Łukasz Kubot Alexander Peya                | Steve Johnson Alexander Zverev  | John Isner Jack Sock Benoît Paire Sam Querrey                                        |
| 18. července | Crédit Agricole Suisse Open Gstaad Gstaad, Švýcarsko ATP World Tour 250 €520 070 – antuka – 28S/16Q/16D dvouhra • čtyřhra          | Feliciano López 6–4, 7–5                                             | Robin Haase                                | Dustin Brown Paul-Henri Mathieu | Elias Ymer Michail Južnyj Albert Ramos-Viñolas Thiago Monteiro                       |
| 18. července | Crédit Agricole Suisse Open Gstaad Gstaad, Švýcarsko ATP World Tour 250 €520 070 – antuka – 28S/16Q/16D dvouhra • čtyřhra          | Julio Peralta Horacio Zeballos 7–6(7–2), 6–2                         | Mate Pavić Michael Venus                   | Dustin Brown Paul-Henri Mathieu | Elias Ymer Michail Južnyj Albert Ramos-Viñolas Thiago Monteiro                       |
| 18. července | bet-at-home Cup Kitzbühel Kitzbühel, Rakousko ATP World Tour 250 €520 070 – antuka – 28S/16Q/16D dvouhra • čtyřhra                 | Paolo Lorenzi 6–3, 6–4                                               | Nikoloz Basilašvili                        | Gerald Melzer Dušan Lajović     | Jürgen Melzer Jan-Lennard Struff Adam Pavlásek Karen Chačanov                        |
| 18. července | bet-at-home Cup Kitzbühel Kitzbühel, Rakousko ATP World Tour 250 €520 070 – antuka – 28S/16Q/16D dvouhra • čtyřhra                 | Wesley Koolhof Matwé Middelkoop 2–6, 6–3, [11–9]                     | Dennis Novak Dominic Thiem                 | Gerald Melzer Dušan Lajović     | Jürgen Melzer Jan-Lennard Struff Adam Pavlásek Karen Chačanov                        |
| 18. července | ATP Vegeta Croatia Open Umag Umag, Chorvatsko ATP World Tour 250 €520 070 – antuka – 28S/16Q/16D dvouhra • čtyřhra                 | Fabio Fognini 6–4, 6–1                                               | Andrej Martin                              | Gastão Elias Carlos Berlocq     | Pablo Carreño Damir Džumhur Jérémy Chardy João Sousa                                 |
| 18. července | ATP Vegeta Croatia Open Umag Umag, Chorvatsko ATP World Tour 250 €520 070 – antuka – 28S/16Q/16D dvouhra • čtyřhra                 | Martin Kližan David Marrero 6–4, 6–2                                 | Nikola Mektić Antonio Šančić               | Gastão Elias Carlos Berlocq     | Pablo Carreño Damir Džumhur Jérémy Chardy João Sousa                                 |
| 25. července | Canadian Open Toronto, Kanada ATP World Tour Masters 1000 $4 691 730 – tvrdý – 56S/24Q/24D dvouhra • čtyřhra                       | Novak Djoković 6–3, 7–5                                              | Kei Nišikori                               | Gaël Monfils Stan Wawrinka      | Tomáš Berdych Milos Raonic Grigor Dimitrov Kevin Anderson                            |
| 25. července | Canadian Open Toronto, Kanada ATP World Tour Masters 1000 $4 691 730 – tvrdý – 56S/24Q/24D dvouhra • čtyřhra                       | Ivan Dodig Marcelo Melo 6–4, 6–4                                     | Jamie Murray Bruno Soares                  | Gaël Monfils Stan Wawrinka      | Tomáš Berdych Milos Raonic Grigor Dimitrov Kevin Anderson                            |

### Srpen
| Týden od          | Turnaj | Vítězové                                                    | Finalisté                                  | Semifinalisté                          | Semifinalisté                     | Čtvrtfinalisté                                                      |
| ----------------- | --- | ----------------------------------------------------------- | ------------------------------------------ | -------------------------------------- | --------------------------------- | ------------------------------------------------------------------- |
| 1. srpna          | BB&T Atlanta Open Atlanta, Spojené státy ATP World Tour 250 $693 425 – tvrdý – 28S/32Q/16D dvouhra • čtyřhra                        | Nick Kyrgios 7–6(7–3), 7–6(7–4)                             | John Isner                                 | Reilly Opelka Jošihito Nišioka         | Reilly Opelka Jošihito Nišioka    | Taylor Fritz Donald Young Horacio Zeballos Fernando Verdasco        |
| 1. srpna          | BB&T Atlanta Open Atlanta, Spojené státy ATP World Tour 250 $693 425 – tvrdý – 28S/32Q/16D dvouhra • čtyřhra                        | Andrés Molteni Horacio Zeballos 7–6(7–2), 6–4               | Johan Brunström Andreas Siljeström         | Reilly Opelka Jošihito Nišioka         | Reilly Opelka Jošihito Nišioka    | Taylor Fritz Donald Young Horacio Zeballos Fernando Verdasco        |
| 8. srpna          | Letní olympijské hry Rio de Janeiro, Brazílie Letní olympijské hry tvrdý – 64S/32D/16X dvouhra • čtyřhra • mix                      | Zlatá medaile                                               | Stříbrná medaile                           | Bronzová medaile                       | 4. místo                          | Čtvrtfinalisté                                                      |
| 8. srpna          | Letní olympijské hry Rio de Janeiro, Brazílie Letní olympijské hry tvrdý – 64S/32D/16X dvouhra • čtyřhra • mix                      | Andy Murray 7–6, 4–6, 6–2, 7–5                              | Juan Martín del Potro                      | Kei Nišikori 6–2, 6–7(1–7), 6–3        | Rafael Nadal                      | Roberto Bautista Agut Thomaz Bellucci Gaël Monfils Steve Johnson    |
| 8. srpna          | Letní olympijské hry Rio de Janeiro, Brazílie Letní olympijské hry tvrdý – 64S/32D/16X dvouhra • čtyřhra • mix                      | Rafael Nadal Marc López 6–2, 3–6, 6–4                       | Florin Mergea Horia Tecău                  | Steve Johnson Jack Sock 6–2, 6–4       | Daniel Nestor Vasek Pospisil      | Roberto Bautista Agut Thomaz Bellucci Gaël Monfils Steve Johnson    |
| 8. srpna          | Letní olympijské hry Rio de Janeiro, Brazílie Letní olympijské hry tvrdý – 64S/32D/16X dvouhra • čtyřhra • mix                      | Bethanie Matteková-Sandsová Jack Sock 6–7(3–7), 6–1, [10–7] | Venus Williamsová Rajeev Ram               | Lucie Hradecká Radek Štěpánek 6–1, 7–5 | Sania Mirzaová Rohan Bopanna      | Roberto Bautista Agut Thomaz Bellucci Gaël Monfils Steve Johnson    |
| 8. srpna          | Los Cabos Open Cabo San Lucas, Mexiko ATP World Tour 250 808 995 USD – tvrdý – 28S/16Q/16D dvouhra • čtyřhra                        | Ivo Karlović 7–6(7–5), 6–2                                  | Feliciano López                            | Pablo Carreño Busta Dušan Lajović      | Pablo Carreño Busta Dušan Lajović | Julien Benneteau Santiago Giraldo Marcel Granollers Nicolás Almagro |
| 8. srpna          | Los Cabos Open Cabo San Lucas, Mexiko ATP World Tour 250 808 995 USD – tvrdý – 28S/16Q/16D dvouhra • čtyřhra                        | Purav Raja Divij Sharan 7–6(7–4), 7–6(7–3)                  | Jonatan Erlich Ken Skupski                 | Pablo Carreño Busta Dušan Lajović      | Pablo Carreño Busta Dušan Lajović | Julien Benneteau Santiago Giraldo Marcel Granollers Nicolás Almagro |
| 15. srpna         | Western & Southern Open Cincinnati, Spojené státy ATP World Tour Masters 1000 5 004 505 USD – tvrdý – 56S/24Q/24D dvouhra • čtyřhra | Marin Čilić 6–4, 7–5                                        | Andy Murray                                | Milos Raonic Grigor Dimitrov           | Milos Raonic Grigor Dimitrov      | Bernard Tomic Dominic Thiem Borna Ćorić Steve Johnson               |
| 15. srpna         | Western & Southern Open Cincinnati, Spojené státy ATP World Tour Masters 1000 5 004 505 USD – tvrdý – 56S/24Q/24D dvouhra • čtyřhra | Ivan Dodig Marcelo Melo 7–6(7–5), 6–7(5–7), [10–6]          | Jean-Julien Rojer Horia Tecău              | Milos Raonic Grigor Dimitrov           | Milos Raonic Grigor Dimitrov      | Bernard Tomic Dominic Thiem Borna Ćorić Steve Johnson               |
| 22. srpna         | Winston-Salem Open Winston-Salem, Spojené státy ATP World Tour 250 720 940 USD – tvrdý – 48S/32Q/16D dvouhra • čtyřhra              | Pablo Carreño Busta 6–7(6–8), 7–6(7–1), 6–4                 | Roberto Bautista Agut                      | John Millman Viktor Troicki            | John Millman Viktor Troicki       | Richard Gasquet Andrej Kuzněcov Fernando Verdasco Lu Jan-sun        |
| 22. srpna         | Winston-Salem Open Winston-Salem, Spojené státy ATP World Tour 250 720 940 USD – tvrdý – 48S/32Q/16D dvouhra • čtyřhra              | Guillermo García-López Henri Kontinen 4–6, 7–6(8–6), [10–8] | Andre Begemann Leander Paes                | John Millman Viktor Troicki            | John Millman Viktor Troicki       | Richard Gasquet Andrej Kuzněcov Fernando Verdasco Lu Jan-sun        |
| 29. srpna 5. září | US Open New York, Spojené státy Grand Slam 22 112 700 USD – tvrdý 128S/128Q/64D/32X dvouhra • čtyřhra • mix                         | Stan Wawrinka 6–7(1–7), 6–4, 7–5, 6–3                       | Novak Djoković                             | Gaël Monfils Kei Nišikori              | Gaël Monfils Kei Nišikori         | Jo-Wilfried Tsonga Lucas Pouille Juan Martín del Potro Andy Murray  |
| 29. srpna 5. září | US Open New York, Spojené státy Grand Slam 22 112 700 USD – tvrdý 128S/128Q/64D/32X dvouhra • čtyřhra • mix                         | Jamie Murray Bruno Soares 6–2, 6–3                          | Pablo Carreño Busta Guillermo García-López | Gaël Monfils Kei Nišikori              | Gaël Monfils Kei Nišikori         | Jo-Wilfried Tsonga Lucas Pouille Juan Martín del Potro Andy Murray  |
| 29. srpna 5. září | US Open New York, Spojené státy Grand Slam 22 112 700 USD – tvrdý 128S/128Q/64D/32X dvouhra • čtyřhra • mix                         | Laura Siegemundová Mate Pavić 6–4, 6–4                      | Coco Vandewegheová Rajeev Ram              | Gaël Monfils Kei Nišikori              | Gaël Monfils Kei Nišikori         | Jo-Wilfried Tsonga Lucas Pouille Juan Martín del Potro Andy Murray  |

### Září
| Týden od | Turnaj | Vítězové                                        | Finalisté                               | Semifinalisté                       | Čtvrtfinalisté                                                 |
| -------- | --- | ----------------------------------------------- | --------------------------------------- | ----------------------------------- | -------------------------------------------------------------- |
| 12. září | Davis Cup, semifinále Glasgow, Spojené království – tvrdý (h) Zadar, Chorvatsko– tvrdý (h)                      | Vítězové Argentina 3–2 Chorvatsko 3–2           | Poražení Velká Británie Francie         |                                     |                                                                |
| 19. září | St. Petersburg Open Petrohrad, Rusko ATP World Tour 250 986 380 USD – tvrdý (h) – 28S/16Q/16D dvouhra • čtyřhra | Alexander Zverev 6–2, 3–6, 7–5                  | Stan Wawrinka                           | Roberto Bautista Agut Tomáš Berdych | Viktor Troicki João Sousa Paolo Lorenzi Michail Južnyj         |
| 19. září | St. Petersburg Open Petrohrad, Rusko ATP World Tour 250 986 380 USD – tvrdý (h) – 28S/16Q/16D dvouhra • čtyřhra | Dominic Inglot Henri Kontinen 4–6, 6–3, [12–10] | Andre Begemann Leander Paes             | Roberto Bautista Agut Tomáš Berdych | Viktor Troicki João Sousa Paolo Lorenzi Michail Južnyj         |
| 19. září | Moselle Open Mety, Francie ATP World Tour 250 €520 070 – tvrdý (h) – 28S/16Q/16D dvouhra • čtyřhra              | Lucas Pouille 7–6(7–5), 6–2                     | Dominic Thiem                           | Gilles Simon David Goffin           | Gilles Müller Malek Džazírí Julien Benneteau Nicolas Mahut     |
| 19. září | Moselle Open Mety, Francie ATP World Tour 250 €520 070 – tvrdý (h) – 28S/16Q/16D dvouhra • čtyřhra              | Julio Peralta Horacio Zeballos 6–3, 7–6(7–4)    | Mate Pavić Michael Venus                | Gilles Simon David Goffin           | Gilles Müller Malek Džazírí Julien Benneteau Nicolas Mahut     |
| 26. září | Chengdu Open Čcheng-tu, ČLR ATP World Tour 250 947 735 USD – tvrdý – 28S/16Q/16D dvouhra • čtyřhra              | Karen Chačanov 6–7(4–7), 7–6(7–3), 6–3          | Albert Ramos-Viñolas                    | Grigor Dimitrov Viktor Troicki      | Dominic Thiem Diego Schwartzman Feliciano López Kevin Anderson |
| 26. září | Chengdu Open Čcheng-tu, ČLR ATP World Tour 250 947 735 USD – tvrdý – 28S/16Q/16D dvouhra • čtyřhra              | Raven Klaasen Rajeev Ram 7–6(7–2), 7–5          | Pablo Carreño Busta Mariusz Fyrstenberg | Grigor Dimitrov Viktor Troicki      | Dominic Thiem Diego Schwartzman Feliciano López Kevin Anderson |
| 26. září | Shenzhen Open Šen-čen, ČLR ATP World Tour 250 704 140 USD – tvrdý – 28S/32Q/16D dvouhra • čtyřhra               | Tomáš Berdych 7–6(7–5), 6–7(2–7), 6–3           | Richard Gasquet                         | Thomaz Bellucci Janko Tipsarević    | Jiří Veselý Bernard Tomic Mischa Zverev Malek Džazírí          |
| 26. září | Shenzhen Open Šen-čen, ČLR ATP World Tour 250 704 140 USD – tvrdý – 28S/32Q/16D dvouhra • čtyřhra               | Fabio Fognini Robert Lindstedt 7–6(7–4), 6–3    | Oliver Marach Fabrice Martin            | Thomaz Bellucci Janko Tipsarević    | Jiří Veselý Bernard Tomic Mischa Zverev Malek Džazírí          |

### Říjen
| Týden od  | Turnaj | Vítězové                                               | Finalisté                           | Semifinalisté                         | Čtvrtfinalisté                                                          |
| --------- | --- | ------------------------------------------------------ | ----------------------------------- | ------------------------------------- | ----------------------------------------------------------------------- |
| 3. října  | China Open Peking, ČLR ATP World Tour 500 4 164 780 USD – tvrdý – 32S/16Q/16D dvouhra • čtyřhra                                  | Andy Murray 6–4, 7–6(7–2)                              | Grigor Dimitrov                     | David Ferrer Milos Raonic             | Kyle Edmund Alexander Zverev Pablo Carreño Busta Rafael Nadal           |
| 3. října  | China Open Peking, ČLR ATP World Tour 500 4 164 780 USD – tvrdý – 32S/16Q/16D dvouhra • čtyřhra                                  | Pablo Carreño Busta Rafael Nadal 6–7(6–8), 6–2, [10–8] | Jack Sock Bernard Tomic             | David Ferrer Milos Raonic             | Kyle Edmund Alexander Zverev Pablo Carreño Busta Rafael Nadal           |
| 3. října  | Rakuten Japan Open Tennis Championships Tokio, Japonsko ATP World Tour 500 1 506 835 USD – tvrdý – 32S/16Q/16D dvouhra • čtyřhra | Nick Kyrgios 4–6, 6–3, 7–5                             | David Goffin                        | Marin Čilić Gaël Monfils              | João Sousa Juan Mónaco Gilles Müller Ivo Karlović                       |
| 3. října  | Rakuten Japan Open Tennis Championships Tokio, Japonsko ATP World Tour 500 1 506 835 USD – tvrdý – 32S/16Q/16D dvouhra • čtyřhra | Marcel Granollers Marcin Matkowski 6–2, 7–6(7–4)       | Raven Klaasen Rajeev Ram            | Marin Čilić Gaël Monfils              | João Sousa Juan Mónaco Gilles Müller Ivo Karlović                       |
| 10. října | Shanghai Rolex Masters Šanghaj, ČLR ATP World Tour Masters 1000 7 655 640 USD – tvrdý – 56S/28Q/24D dvouhra • čtyřhra            | Andy Murray 7–6(7–1), 6–1                              | Roberto Bautista Agut               | Novak Djoković Gilles Simon           | Mischa Zverev Jo-Wilfried Tsonga Jack Sock David Goffin                 |
| 10. října | Shanghai Rolex Masters Šanghaj, ČLR ATP World Tour Masters 1000 7 655 640 USD – tvrdý – 56S/28Q/24D dvouhra • čtyřhra            | Jack Sock John Isner 6–4, 6–4                          | Henri Kontinen John Peers           | Novak Djoković Gilles Simon           | Mischa Zverev Jo-Wilfried Tsonga Jack Sock David Goffin                 |
| 17. října | Kremlin Cup Moskva, Rusko ATP World Tour 250 792 645 USD – tvrdý (h) – 28S/16Q/16D dvouhra • čtyřhra                             | Pablo Carreño Busta 4–6, 6–3, 6–2                      | Fabio Fognini                       | Stéphane Robert Philipp Kohlschreiber | Alexandr Bublik Daniil Medveděv Thomaz Bellucci Albert Ramos-Viñolas    |
| 17. října | Kremlin Cup Moskva, Rusko ATP World Tour 250 792 645 USD – tvrdý (h) – 28S/16Q/16D dvouhra • čtyřhra                             | Juan Sebastián Cabal Robert Farah 7–5, 4–6, [10–5]     | Julian Knowle Jürgen Melzer         | Stéphane Robert Philipp Kohlschreiber | Alexandr Bublik Daniil Medveděv Thomaz Bellucci Albert Ramos-Viñolas    |
| 17. října | ATP Antwerp Antverpy, Belgie ATP World Tour 250 €635 645 – tvrdý (h) – 28S/16Q/16D dvouhra • čtyřhra                             | Richard Gasquet 7–6(7–4), 6–1                          | Diego Schwartzman                   | David Goffin Kyle Edmund              | Marius Copil Pablo Cuevas Jan-Lennard Struff Andreas Seppi              |
| 17. října | ATP Antwerp Antverpy, Belgie ATP World Tour 250 €635 645 – tvrdý (h) – 28S/16Q/16D dvouhra • čtyřhra                             | Daniel Nestor Édouard Roger-Vasselin 6–4, 6–4          | Pierre-Hugues Herbert Nicolas Mahut | David Goffin Kyle Edmund              | Marius Copil Pablo Cuevas Jan-Lennard Struff Andreas Seppi              |
| 17. října | If Stockholm Open Stockholm, Švédsko ATP World Tour 250 €635 645 – tvrdý (h) – 28S/16Q/16D dvouhra • čtyřhra                     | Juan Martín del Potro 7–5, 6–1                         | Jack Sock                           | Alexander Zverev Grigor Dimitrov      | Gastão Elias Tobias Kamke Ivo Karlović Kevin Anderson                   |
| 17. října | If Stockholm Open Stockholm, Švédsko ATP World Tour 250 €635 645 – tvrdý (h) – 28S/16Q/16D dvouhra • čtyřhra                     | Elias Ymer Mikael Ymer 6–1, 6–1                        | Mate Pavić Michael Venus            | Alexander Zverev Grigor Dimitrov      | Gastão Elias Tobias Kamke Ivo Karlović Kevin Anderson                   |
| 26. října | Erste Bank Open Vídeň, Rakousko ATP World Tour 500 €2 467 310 – tvrdý (h) – 32S/32Q/16D dvouhra • čtyřhra                        | Andy Murray 6–3, 7–6(8–6)                              | Jo-Wilfried Tsonga                  | David Ferrer Ivo Karlović             | John Isner Viktor Troicki Albert Ramos-Viñolas Karen Chačanov           |
| 26. října | Erste Bank Open Vídeň, Rakousko ATP World Tour 500 €2 467 310 – tvrdý (h) – 32S/32Q/16D dvouhra • čtyřhra                        | Łukasz Kubot Marcelo Melo 4–6, 6–3, [13–11]            | Oliver Marach Fabrice Martin        | David Ferrer Ivo Karlović             | John Isner Viktor Troicki Albert Ramos-Viñolas Karen Chačanov           |
| 26. října | Swiss Indoors Basilej, Švýcarsko ATP World Tour 500 €2 151 985 – tvrdý (h) – 32S/16Q/16D dvouhra • čtyřhra                       | Marin Čilić 6–1, 7–6(7–5)                              | Kei Nišikori                        | Mischa Zverev Gilles Müller           | Stan Wawrinka Marcel Granollers Juan Martín del Potro Federico Delbonis |
| 26. října | Swiss Indoors Basilej, Švýcarsko ATP World Tour 500 €2 151 985 – tvrdý (h) – 32S/16Q/16D dvouhra • čtyřhra                       | Marcel Granollers Jack Sock 6–3, 6–4                   | Robert Lindstedt Michael Venus      | Mischa Zverev Gilles Müller           | Stan Wawrinka Marcel Granollers Juan Martín del Potro Federico Delbonis |
| 31. října | BNP Paribas Masters Paříž, Francie ATP World Tour Masters 1000 €4 300 755 – tvrdý (h) – 48S/24Q/24D dvouhra • čtyřhra            | Andy Murray 6–3, 6–7(4–7), 6–4                         | John Isner                          | Marin Čilić Milos Raonic              | Novak Djoković Jack Sock Jo-Wilfried Tsonga Tomáš Berdych               |
| 31. října | BNP Paribas Masters Paříž, Francie ATP World Tour Masters 1000 €4 300 755 – tvrdý (h) – 48S/24Q/24D dvouhra • čtyřhra            | Henri Kontinen John Peers 6–4, 3–6, [10–6]             | Pierre-Hugues Herbert Nicolas Mahut | Marin Čilić Milos Raonic              | Novak Djoković Jack Sock Jo-Wilfried Tsonga Tomáš Berdych               |

### Listopad
| Týden od      | Turnaj | Vítězové                                   | Finalisté                         | Semifinalisté                     | Čtvrtfinalisté                                                                     |
| ------------- | --- | ------------------------------------------ | --------------------------------- | --------------------------------- | ---------------------------------------------------------------------------------- |
| 7. listopadu  | žádná událost v turnajové listině | žádná událost v turnajové listině          | žádná událost v turnajové listině | žádná událost v turnajové listině | žádná událost v turnajové listině                                                  |
| 14. listopadu | Barclays ATP World Tour Finals Londýn, Velká Británie ATP World Tour Finals 7 500 000 USD – tvrdý (h) – 8S/8D (ZS) dvouhra • čtyřhra | Andy Murray 6–3, 6–4                       | Novak Djoković                    | Milos Raonic Kei Nišikori         | Základní Skupina Gaël Monfils Marin Čilić David Goffin Dominic Thiem Stan Wawrinka |
| 14. listopadu | Barclays ATP World Tour Finals Londýn, Velká Británie ATP World Tour Finals 7 500 000 USD – tvrdý (h) – 8S/8D (ZS) dvouhra • čtyřhra | Henri Kontinen John Peers 2–6, 6–1, [10–8] | Raven Klaasen Rajeev Ram          | Milos Raonic Kei Nišikori         | Základní Skupina Gaël Monfils Marin Čilić David Goffin Dominic Thiem Stan Wawrinka |
| 21. listopadu | Davis Cup, finále Záhřeb, Chorvatsko – tvrdý (h)                                                                                     | Argentina vs. Chorvatsko                   | Argentina vs. Chorvatsko          |                                   |                                                                                    |

## Statistiky

### Premiérové a obhájené tituly

#### Premiérové tituly

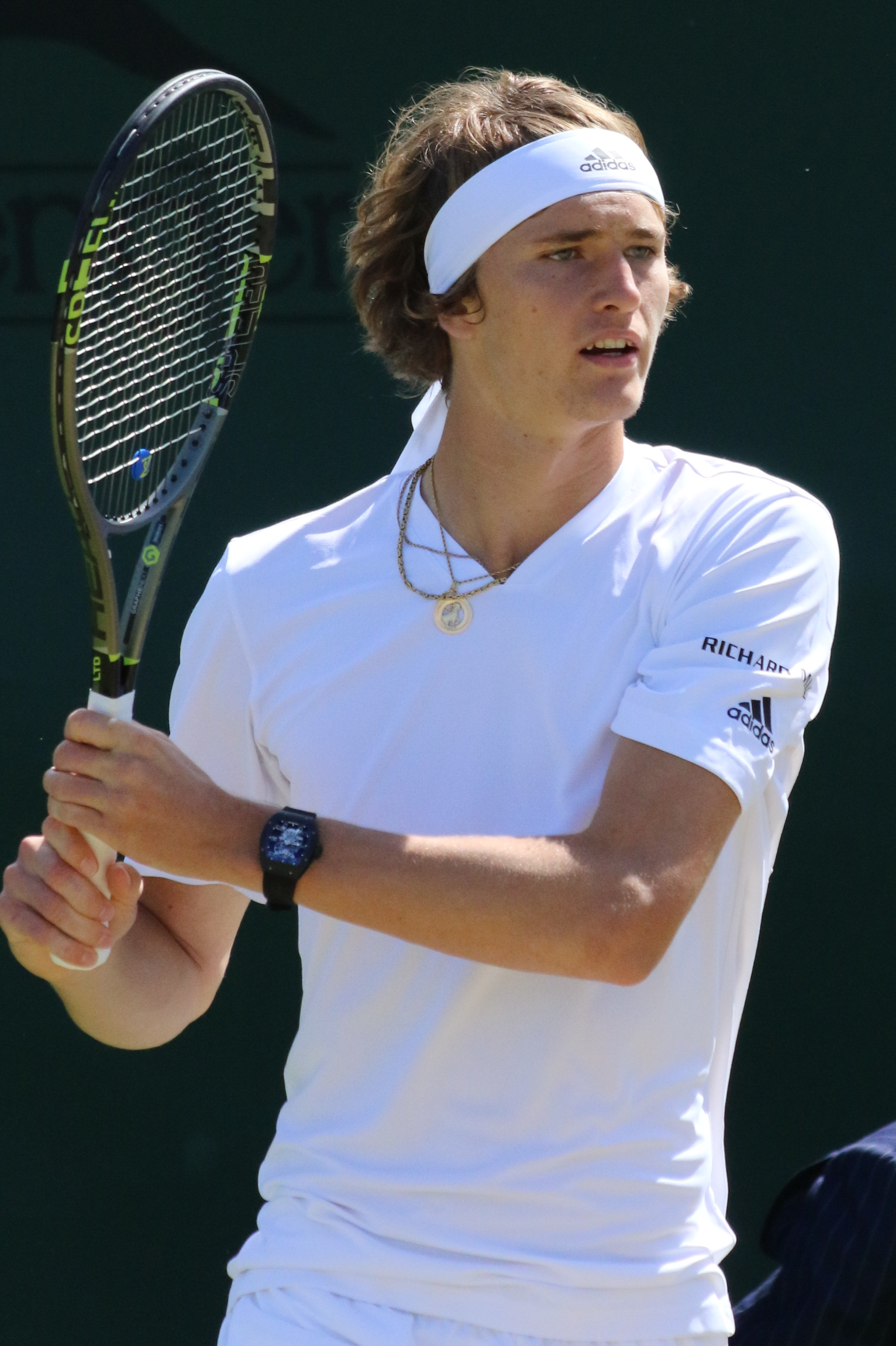
Německý teenager Alexander Zverev získal první titul kariéry na St. Petersburg Open

Hráči, kteří získali první titul ve dvouhře, ve čtyřhře nebo ve smíšené čtyřhře:
Dvouhra
- Nick Kyrgios – Marseille (pavouk)
- Diego Schwartzman – Istanbul (pavouk)
- Steve Johnson – Nottingham (pavouk)
- Albert Ramos-Viñolas – Båstad (pavouk)
- Paolo Lorenzi – Kitzbühel (pavouk)
- Pablo Carreño Busta – Winston-Salem (pavouk)
- Lucas Pouille – Mety (pavouk)
- Alexander Zverev – Petrohrad (pavouk)
- Karen Chačanov – Čcheng-tu (pavouk)

Čtyřhra
- Fabrice Martin – Čennaj (pavouk)
- Pablo Carreño Busta – Quito (pavouk)
- Guillermo Durán – Quito (pavouk)
- Wesley Koolhof – Sofia (pavouk)
- Matwé Middelkoop – Sofia (pavouk)
- Andreas Seppi – Dubaj (pavouk)
- Julio Peralta – São Paulo (pavouk)
- Dudi Sela – Istanbul (pavouk)
- Flavio Cipolla – Istanbul (pavouk)
- Steve Johnson – Ženeva (pavouk)
- Andrés Molteni – Atlanta (pavouk)
- Elias Ymer – Stockholm (pavouk)
- Mikael Ymer – Stockholm (pavouk)

Mix
- Henri Kontinen – Londýn (pavouk)
- Mate Pavić – New York (pavouk)

#### Obhájené tituly
Hráči, kteří obhájili titul:
Dvouhra

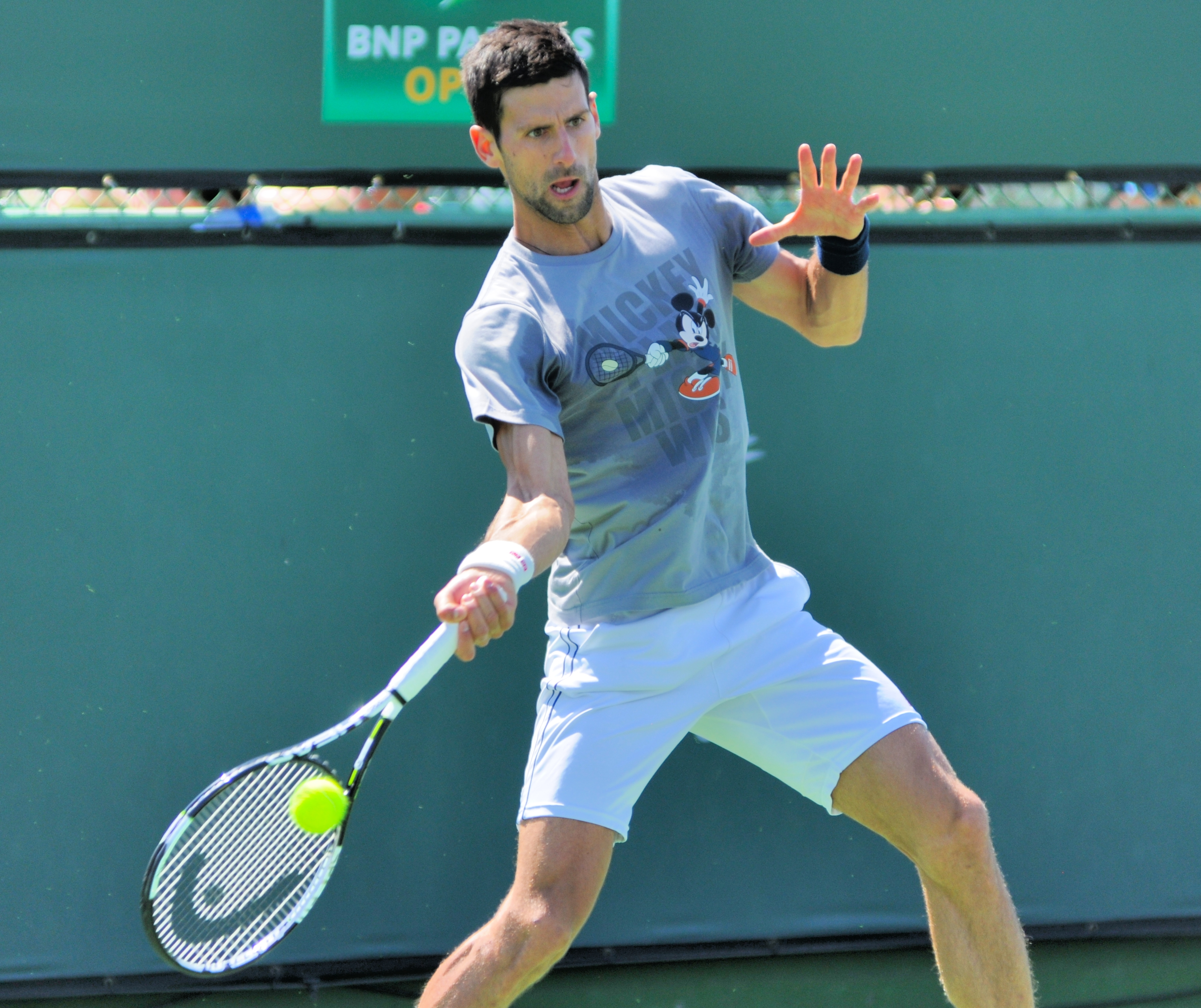
Srb Novak Djoković obhájil tituly na Australian Open, v Indian Wells a Miami

- Stan Wawrinka – Čennaj (pavouk)
- Viktor Troicki – Sydney (pavouk)
- Novak Djoković – Australian Open (pavouk), Indian Wells (pavouk), Miami (pavouk)
- Richard Gasquet – Montpellier (pavouk)
- Víctor Estrella Burgos – Quito (pavouk)
- Kei Nišikori – Memphis (pavouk)
- Pablo Cuevas – São Paulo (pavouk)
- Dominic Thiem – Nice (pavouk)
- Nicolas Mahut – 's-Hertogenbosch (pavouk)
- Andy Murray – Londýn (pavouk), LOH (pavouk)
- Tomáš Berdych – Šen-čen (pavouk)

Čtyřhra
- John Peers – Brisbane (pavouk), Hamburk (pavouk)
- Mariusz Fyrstenberg – Memphis (pavouk)
- Santiago González – Memphis (pavouk)
- Scott Lipsky – Estoril (pavouk)
- Pierre-Hugues Herbert – Londýn (pavouk)
- Nicolas Mahut – Londýn (pavouk)
- Henri Kontinen – Petrohrad (pavouk)
- Łukasz Kubot – Vídeň (pavouk)
- Marcelo Melo – Vídeň (pavouk)

### Premiérový průnik do Top 10
Hráči, kteří premiérově pronikli do první světové desítky žebříčku ATP:
Dvouhra
- Dominic Thiem (na 7. místo 6. června)

Čtyřhra
- Raven Klaasen (na 9. místo 11. července)
- Feliciano López (na 9. místo 7. listopadu)
- Henri Kontinen (na 10. místo 7. listopadu)

## Žebříček

### Světové jedničky ve dvouhře
| Hráč                 | Datum nástupu       | Datum odchodu     |
| -------------------- | ------------------- | ----------------- |
| Novak Djoković (SRB) | začátek sezóny 2016 | 6. listopadu 2016 |
| Andy Murray (GBR)    | 7. listopadu 2016   | konec sezóny 2016 |

### Světové jedničky ve čtyřhře
| Hráč                | Datum nástupu       | Datum odchodu     |
| ------------------- | ------------------- | ----------------- |
| Marcelo Melo (BRA)  | začátek sezóny 2016 | 3. dubna 2016     |
| Jamie Murray (GBR)  | 4. dubna 2016       | 8. května 2016    |
| Marcelo Melo (BRA)  | 9. května 2016      | 5. června 2016    |
| Nicolas Mahut (FRA) | 6. června 2016      | 12. června 2016   |
| Jamie Murray (GBR)  | 13. června 2016     | 10. července 2016 |
| Nicolas Mahut (FRA) | 11. července 2016   | konec sezóny 2016 |

## Ukončení kariéry
Seznam uvádí tenisty (vítěze turnaje ATP, a/nebo ty, kteří byli klasifikováni alespoň jeden týden v Top 100 dvouhry a/nebo Top 100 čtyřhry žebříčku ATP), jež ohlásili ukončení profesionální kariéry, neodehráli za více než 52 uplynulých týdnů žádný turnaj, nebo jim byl uložen stálý zákaz hraní, a to v sezóně 2016:
- Eric Butorac (* 22. května 1981 Rochester, Spojené státy americké), k ukončení kariéry se vyjádřil sdělením, že US Open 2016 měl být jeho posledním turnajem.[7]
- Lleyton Hewitt (* 24. února 1981 Adelaide, Austrálie), plánované ukočení kariéry oznámil 29. ledna 2015 na Australian Open, kdy sdělil že následující ročník melbournského grandslamu bude pro něj posledním turnajem.[8] V březnu 2016 přesto ještě odehrál první kolo světové skupiny Davisova poháru a ve Wimbledonu 2016 nastoupil do čtyřhry.
- Rui Machado (* 10. dubna 1984 Faro, Portugalsko), ukončení kariéry oznámil 9. června 2016.[9]
- Rubén Ramírez Hidalgo (* 6. ledna 1978 Alicante, Španělsko), k ukončení kariéry se vyjádřil sdělením, že by se sezona 2016 měla stát jeho poslední mezi profesionály.[10]
- Julian Reister (* 2. dubna 1986 Reinbek, Německo)[11]
- Thomas Schoorel (* 8. dubna 1989 Amsterdam, Nizozemsko), ukončení kariéry oznámil 29. června 2016.[12]